# Loretta Lynch
Loretta Elizabeth Lynch (Greensboro, 21 de mayo de 1959) es una fiscal estadounidense, quien ejerció como fiscal general de los Estados Unidos entre el 27 de abril de 2015 y el 20 de enero de 2017, convirtiéndose en la segunda mujer en el ocupar dicho cargo y en la primera afroamericana.

## Carrera
Lynch se graduó como doctora en leyes en Harvard en 1984 y trabajó inicialmente en un bufete privado de abogados. En 1990 comenzó a trabajar en la fiscalía federal del Distrito Este de Nueva York, con sede en los tribunales de Brooklyn, en el área de crimen violento y drogas. Empezó a hacerse conocida tras ganar el caso de Abner Louima, un inmigrante haitiano que fue golpeado brutalmente y violado por varios policías en Nueva York en agosto de 1997. Sus buenos resultados y una carrera ascendente la llevaron a que en 1999 el presidente Bill Clinton la nombrará fiscal federal del distrito.
Posteriormente regresó al sector privado, siendo socia del bufete de abogados Hogan & Hartson en Nueva York. Además fue consejera especial del fiscal del Tribunal Penal Internacional para Ruanda (TPIR), y encargada de realizar una investigación especial sobre las denuncias de manipulación de testigos y falsos testimonios en dicho tribunal.
Regresó a su puesto como fiscal federal del Distrito Este en 2010, luego de que el presidente Barack Obama la nombrase. Desde allí llevó adelante varias resonantes investigaciones sobre fraude, lavado de dinero y corrupción contra políticos de Nueva York y grandes bancos como Citibank. En noviembre de 2014, Obama la nominó al puesto de fiscal general de los Estados Unidos en sustitución de Eric Holder. Durante 167 días, su nombramiento estuvo bloqueado debido a la oposición de la mayoría republicana en el Congreso, sin embargo, el 23 de abril de 2015, fue confirmada en el puesto.
El 27 de mayo de 2015, siendo fiscal general, Lynch confirmó el Caso de corrupción en la FIFA, el cual destapó un entramado de corrupción y tráfico de influencias en la Federación Internacional del Fútbol Asociado.